# Copa da Coroa do Príncipe
A Crown Prince Cup (em árabe: كأس ولي العهد) foi a competição anual da Copa da Arábia Saudita. Foi a mais antiga competição nacional de futebol na Arábia Saudita, sua primeira edição foi realizada em 1956-57, mas não foi realizada de 1975 até 1990. A competição consiste em equipes dos dois primeiros níveis do futebol da liga saudita (Professional League e Liga MS), a competição vai de agosto até fevereiro.
No dia 19 de setembro de 2017, a Autoridade de Esportes Geral decidiu cancelar e abolir o torneio.

## Campeões
| Edição         | Campeão       | Placar          | Vice          |
| -------------- | ------------- | --------------- | ------------- |
| 1956/57        | Al-Ahli       | 3–0             | Al-Hilal      |
| 1957/58        | Al-Ittihad    | 3–2             | Al-Ahli       |
| 1958/59        | Al-Ittihad    | 4–3             | Al Wehda      |
| 1959/60        | Al Wehda      | 2–0             | Al-Shatea     |
| 1960/61        | West Team     | 2–1             | Central Team  |
| 1961/62        | East Team     | 2–1             | West Team     |
| 1962/63        | Al-Ittihad    | 6–2             | Al-Ettifaq    |
| 1963/64        | Al-Hilal      | 3–2             | Al Wehda      |
| 1964/65        | Al-Ettifaq    | 3–0             | Al-Ittihad    |
| 1965/66        | Não disputado | Não disputado   | Não disputado |
| 1966/67        | West Team     | 5–2             | East Team     |
| 1967/68        | West Team     | 4–3             | Central Team  |
| 1968/69        | Central Team  | 0–0 2-0 (esc.)  | West Team     |
| 1969/70        | Al-Ahli       | 0–0 11-5 (esc.) | Al Wehda      |
| 1970/71        | Não disputado | Não disputado   | Não disputado |
| 1971/72        | Não disputado | Não disputado   | Não disputado |
| 1972/73        | Al-Nassr      | 1–0             | Al Wehda      |
| 1973/74        | Al-Nassr      | 1–0             | Al-Ahli       |
| 1974/75 a 1990 | Não disputado | Não disputado   | Não disputado |
| 1990/91        | Al-Ittihad    | 0–0 5-4 (pen.)  | Al-Nassr      |
| 1991/92        | Al-Qadisiyah  | 0–0 4-2 (pen.)  | Al-Shabab     |
| 1992/93        | Al-Shabab     | 1–1 5-3 (pen.)  | Al-Ittihad    |
| 1993/94        | Al-Riyadh     | 1–0             | Al-Shabab     |
| 1994/95        | Al-Hilal      | 1–0             | Al-Riyadh     |
| 1995/96        | Al-Shabab     | 3–0             | Al-Nassr      |
| 1996/97        | Al-Ittihad    | 2–0             | Al-Tai        |
| 1997/98        | Al-Ahli       | 3–2             | Al-Riyadh     |
| 1998/99        | Al-Shabab     | 1–0             | Al-Hilal      |
| 1999/00        | Al-Hilal      | 3–0             | Al-Shabab     |
| 2000/01        | Al-Ittihad    | 3–0             | Al-Ettifaq    |
| 2001/02        | Al-Ahli       | 2–1             | Al-Ittihad    |
| 2002/03        | Al-Hilal      | 1–0             | Al-Ahli       |
| 2003/04        | Al-Ittihad    | 1–0             | Al-Ahli       |
| 2004/05        | Al-Hilal      | 2–1             | Al-Qadisiyah  |
| 2005/06        | Al-Hilal      | 1–0             | Al-Ahli       |
| 2006/07        | Al-Ahli       | 2–1             | Al-Ittihad    |
| 2007/08        | Al-Hilal      | 2–0             | Al-Ittihad    |
| 2008/09        | Al-Hilal      | 1–0             | Al-Shabab     |
| 2009/10        | Al-Hilal      | 2–1             | Al-Ahli       |
| 2010/11        | Al-Hilal      | 5–0             | Al Wehda      |
| 2011/12        | Al-Hilal      | 2–1             | Al-Ettifaq    |
| 2012/13        | Al-Hilal      | 1–1 4-2 (pen.)  | Al-Nassr      |
| 2013/14        | Al-Nassr      | 2–1             | Al-Hilal      |
| 2014/15        | Al-Ahli       | 2–1             | Al-Hilal      |
| 2015/16        | Al-Hilal      | 2–1             | Al-Ahli       |
| 2016/17        | Al-Ittihad    | 1–0             | Al-Nassr      |
| 2017/18        | Cancelado     | Cancelado       | Cancelado     |

## Títulos por clube
| Clube        | Títulos | Vice-campeão | Anos dos Títulos                                                             |
| ------------ | ------- | ------------ | ---------------------------------------------------------------------------- |
| Al-Hilal     | 13      | 4            | 1964, 1995, 2000, 2003, 2005, 2006, 2008, 2009, 2010, 2011, 2012, 2013, 2016 |
| Al-Ittihad   | 8       | 4            | 1958, 1959, 1963, 1991, 1997, 2001, 2004, 2017                               |
| Al-Ahli      | 6       | 7            | 1957, 1970, 1998, 2002, 2007, 2015                                           |
| Al-Shabab    | 3       | 4            | 1993, 1996, 1999                                                             |
| Al-Nassr     | 3       | 4            | 1973, 1974, 2014                                                             |
| Al-Wehda     | 1       | 5            | 1960                                                                         |
| Al-Ettifaq   | 1       | 4            | 1965                                                                         |
| Al-Riyadh    | 1       | 2            | 1994                                                                         |
| Al-Qadisiyah | 1       | 1            | 1992                                                                         |